# Astragal

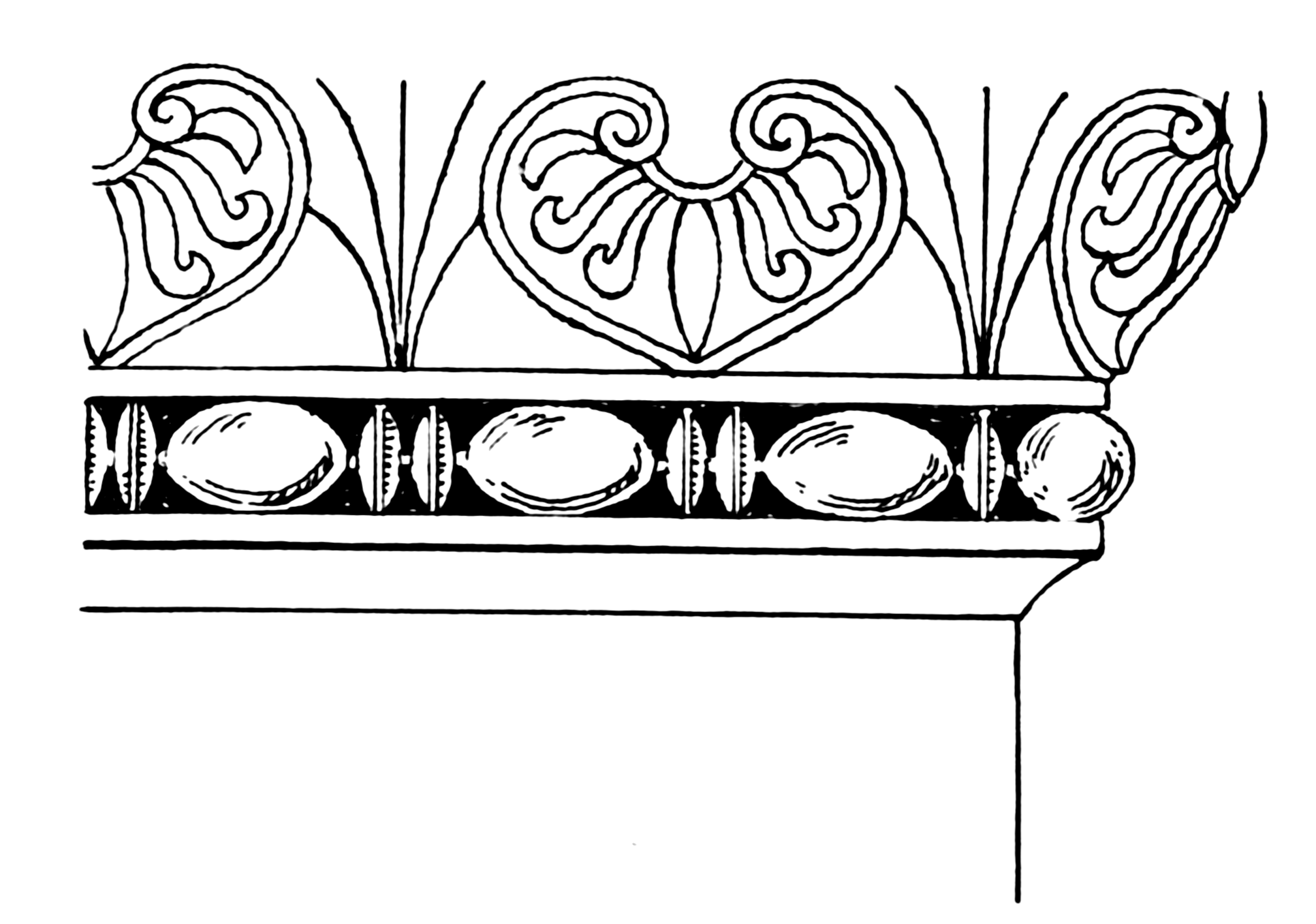
Astragal dzielący fryz belkowania od gzymsu

Astragal albo perełkowanie – rodzaj uwypuklonego ornamentu ciągłego utworzonego z pasma perełek (kulistych bądź owalnych) oddzielonych pionowymi krążkami („cekinami”) w postaci podwójnych soczewek (rzadziej pałeczkami). Najczęściej płaskorzeźbiony, (niekiedy malowany).
W starożytnej Grecji i Rzymie charakterystyczny zwłaszcza dla architektury jońskiej i korynckiej.
Występował także we wszystkich stylach inspirowanych tradycją antyczną (w architekturze romańskiej, renesansowej i klasycznej) jako element zdobiący kolumnę (zwykle między trzonem i głowicą lub jako element profilu bazy) oraz belkowanie i oddzielający ich elementy. Występował także w obramieniach kasetonów stropu, w zdobieniach profili późnorenesansowych sieci sklepiennych. Stosowany w małej architekturze i różnych dziedzinach rzemiosła. Niekiedy zdobił też torus.

Różne rodzaje ornamentu
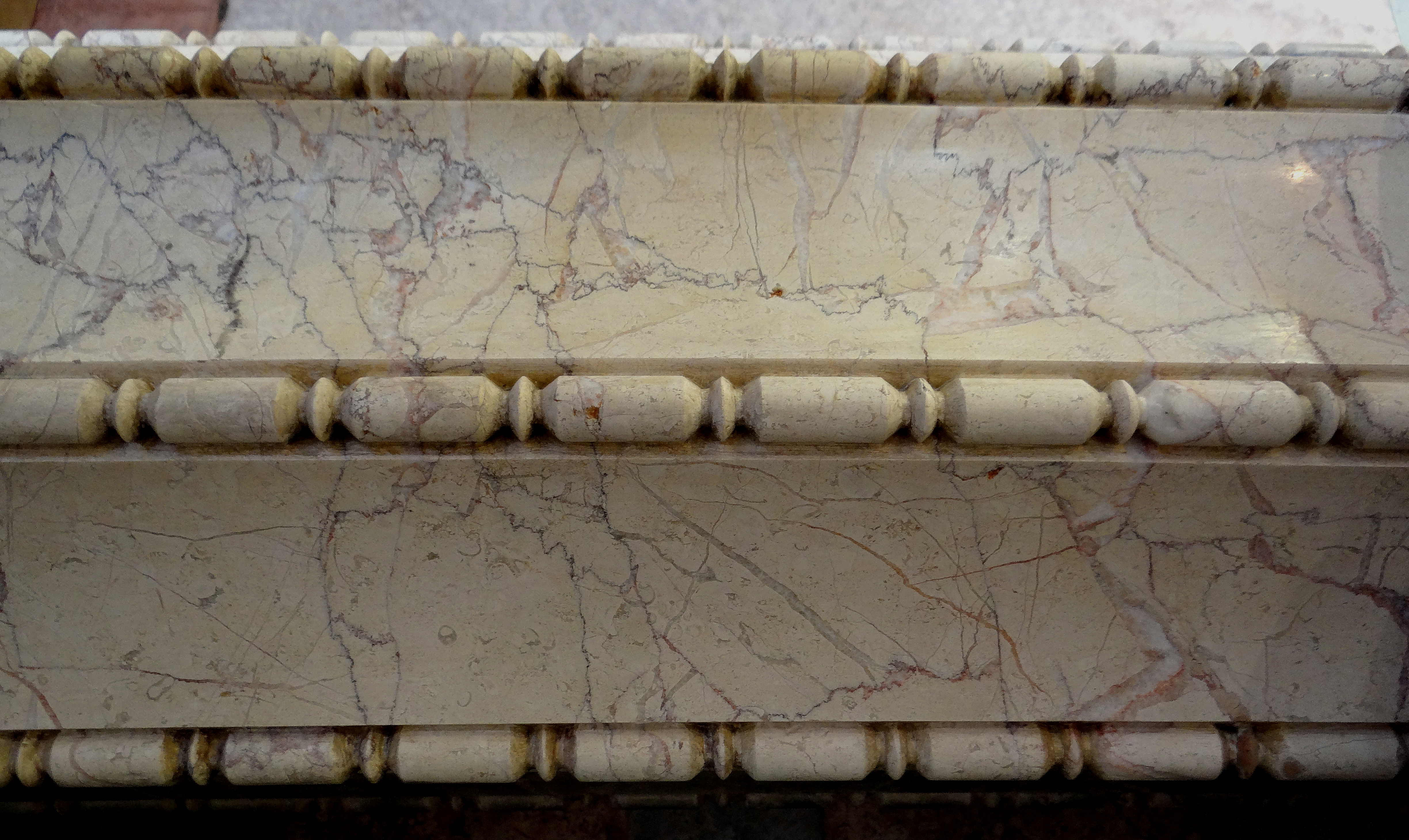
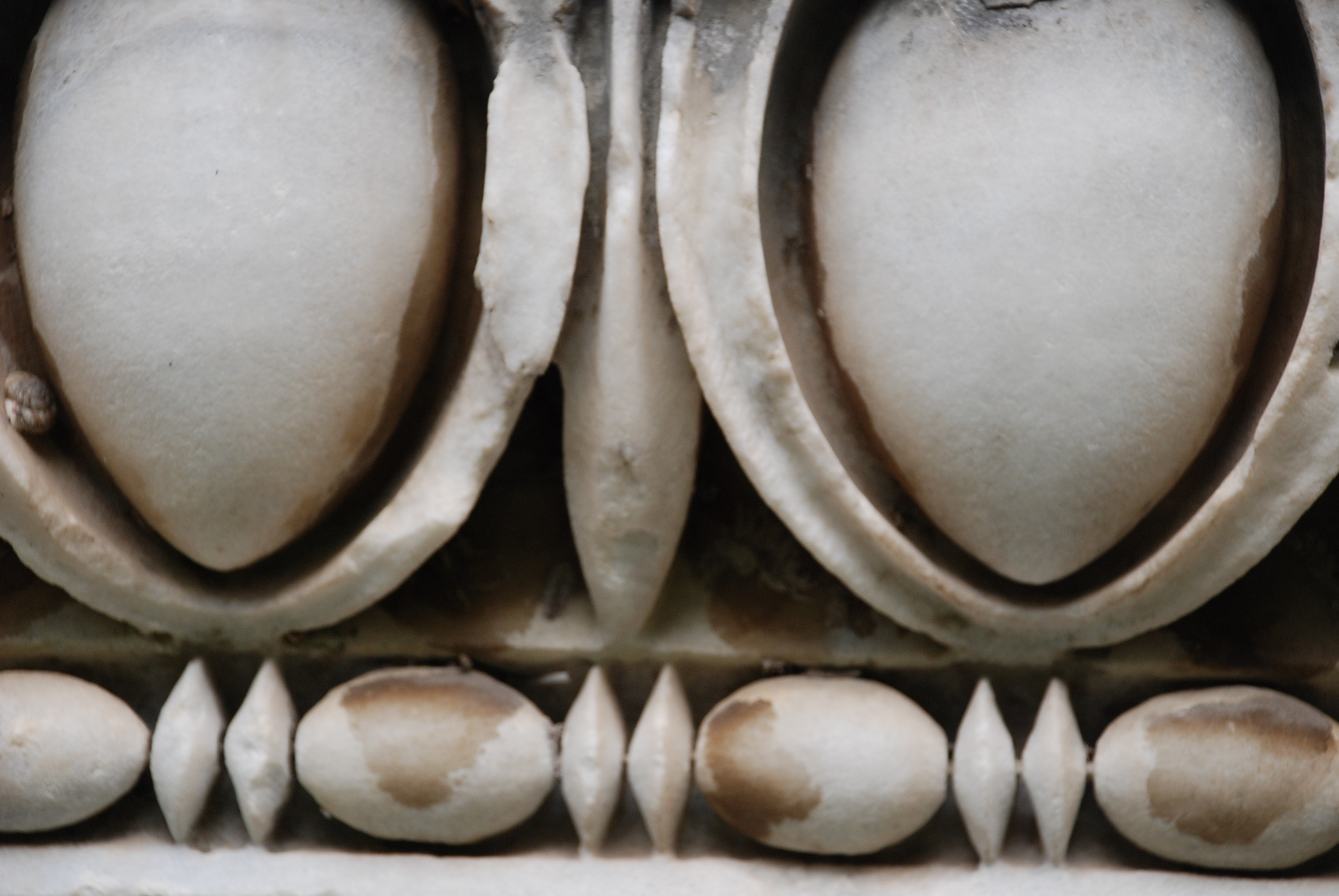
Astragal pod kimationem
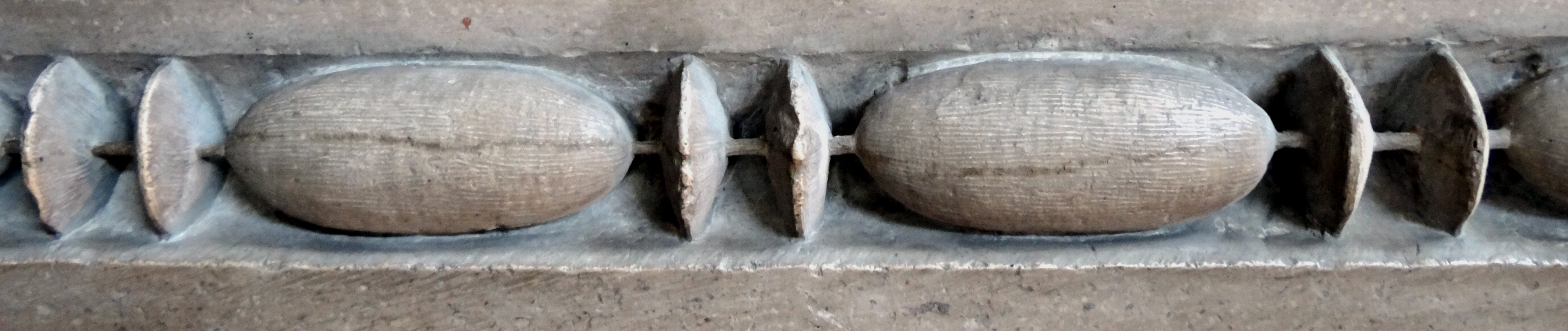